# Werner Görts
Werner Görts (n. Wuppertal, 15 de enero de 1942) fue un jugador de fútbol profesional alemán que jugaba en la demarcación de delantero.

## Biografía
Werner Görts debutó como futbolista profesional en 1962 con el Bayer 04 Leverkusen a los 20 años de edad. Tras tres temporadas en el club y habiendo marcado 15 goles en 69 partidos, se fue traspasado al Borussia Neunkirchen por una temporada. Ya en 1966 fichó por el Werder Bremen. Durante su estancia de doce temporadas en el club marcó 83 goles en 392 partidos jugados. Finalmente en 1978 se retiró como futbolista profesional.

## Clubes
| Club                 | País                | Año         | Partidos | Goles |
| -------------------- | ------------------- | ----------- | -------- | ----- |
| Bayer 04 Leverkusen  | Alemania Occidental | 1962 - 1965 | 69       | 15    |
| Borussia Neunkirchen | Alemania Occidental | 1965 - 1966 | 28       | 1     |
| Werder Bremen        | Alemania Occidental | 1966 - 1978 | 392      | 83    |